# Applesoft BASIC
Applesoft BASIC — версия интерпретатора языка программирования Бейсик, использовавшаяся на компьютерах Apple II с 1977 года.

## Об интерпретаторе
Интерпретатор Applesoft BASIC был написан фирмой Microsoft на замену системе Integer BASIC, использовавшейся в самой первой модели Apple II и обладавшей весьма ограниченными возможностями. Интерпретатор Applesoft BASIC был прошит в ПЗУ всех моделей Apple II, начиная с Apple II+, и всех клонов Apple II. Также более ранняя и более ограниченная версия Applesoft BASIC была доступна на кассетах для самой первой модели Apple II.
Диалект Applesoft BASIC был достаточно развит, при этом интерпретатор занимал всего 10 килобайт (такой объём был доступен в 12-килобайтном ПЗУ за вычетом 2-килобайтной программы Монитор).
Язык Applesoft BASIC был основным языком программирования для Apple II, наряду с языком ассемблера. Операционная система Apple DOS непосредственно поддерживала выполнение программ в файлах на Бейсике либо в машинных кодах. При этом файл автозапуска на дискете мог быть только на Бейсике.
Наряду с интерпретатором Applesoft BASIC, впоследствии фирмой Microsoft был разработан полностью совместимый с ним компилятор Microsoft Applesoft Compiler, позволявший ускорить выполнение программ. Сам компилятор был написан на языке Applesoft BASIC и скомпилирован при помощи самого себя.

## Некоторые особенности диалекта Applesoft BASIC
- не существовало разницы между операторами языка и командами диалогового режима — любую конструкцию языка можно было использовать и в тексте программы, и в диалоге;
- пробелы в тексте программы игнорировались, кроме строковых констант и комментариев, и в листинге расставлялись автоматически;
- точки с запятой в операторе PRINT можно было опускать, если это не приводило к неоднозначности (то есть кроме случая двух имён вещественных переменных или чисел подряд);
- само ключевое слово PRINT при вводе можно было заменять вопросительным знаком;
- в именах переменных значащими были только два первых символа;
- в операторе NEXT можно было не указывать имя переменной цикла, а также указывать имена нескольких переменных;
- массивы, если их явно не объявить, получали размер 11 элементов по каждому измерению (индексы от 0 до 10), нумерация начиналась всегда с нуля;
- поддерживалось обращение к командам Apple DOS при помощи псевдо-операторов PRINT;
- использовались одна графическая страница низкого разрешения (операторы GR, PLOT, HLIN, VLIN, COLOR=, функция SCRN) и две графические страницы высокого разрешения (операторы HGR, HGR2, HPLOT, HCOLOR=);
- использовались специальные операторы управления видом текстовых символов (NORMAL, INVERSE, FLASH) и скоростью вывода текста (SPEED=);
- очистка экрана производилась оператором HOME, позиционировние на экране — операторами HTAB, VTAB, переход в текстовый режим — оператором TEXT;
- сам интерпретатор Applesoft BASIC поддерживал только сохранение программы на магнитофонную кассету (команды SAVE и LOAD без параметров), но Apple DOS расширяла доступный набор команд командами работы с диском, в том числе SAVE и LOAD с параметром — именем файла;
- ввод нажатия одиночной клавиши — оператор GET;
- запись/чтение машинной памяти и вызов программы в машинных кодах — оператор POKE, функция PEEK, оператор CALL;
- установка верхнего и нижнего адреса для памяти данных — операторы HIMEM: и LOMEM:;
- символ приглашения к вводу — правая квадратная скобка.